# Hergiswil
Hergiswil je obec ve švýcarském kantonu Nidwalden. Leží přibližně 5 kilometrů severozápadně od hlavního města kantonu, Stansu. Žije zde přibližně 5 800 obyvatel.

## Geografie
Hergiswil leží na úpatí hory Pilatus u Lucernského jezera. Rozloha obce je 1699,6 ha. Z celé rozlohy obce lze pouze 29,3 % využít pro zemědělství. Dalších 44,4 % pokrývají lesy nebo lesní porosty. 9,7 % rozlohy obce činí zastavěná plocha, dalších 16,6 % tvoří neproduktivní půda. Důvod nízkého podílu zemědělsky využitelné půdy a sídelní plochy je jednoduchý: k obci patří celý východní svah masivu hory Pilatus. Ten je zčásti tvořen skalami a sutěmi. To také vysvětluje vysoký podíl lesů a lesních ploch. Rozsáhlé plochy ochranných lesů se nacházejí jak na Lopperu (kopci, který odděluje Hergiswil a Alpnach), tak na svahu hory Pilatus. Je to proto, aby se zabránilo erozi a aby se do obce nedostaly sněhové laviny a skalní řícení.

## Historie

Hergiswil (1949)

Jméno Hergiswil (Hergenswile) se poprvé objevilo v habsburské listině kolem roku 1306. Pozemky, na nichž byl Hergiswil postaven, patřily od 9. století městu Lucern a na počátku 14. století je koupil rod von Moos, přesněji Heinrich von Moos. V roce 1378 se obyvatelé malé rybářské vesnice Hergiswil od rodiny von Moos vykoupili za 700 guldenů a 17. listopadu 1378 se tak stali samostatnou družstevní obcí (Yrti) kantonu Nidwalden.
V roce 1798 a v následujících letech došlo v Hergiswilu k opakovaným bojům mezi obyvateli Unterwaldenu a francouzskými a helvétskými vojsky. To vedlo k napětí s ostatními obcemi v kantonu, protože obyvatelé Hergiswilu se vzdali Francouzům bez boje a Francouzi z Hergiswilu ostřelovali Stansstad. Na rozdíl od zbytku kantonu byli obyvatelé Hergiswilu více profederální. Hergiswil byl od založení Švýcarska baštou liberálů (Freisinnige).

## Obyvatelstvo

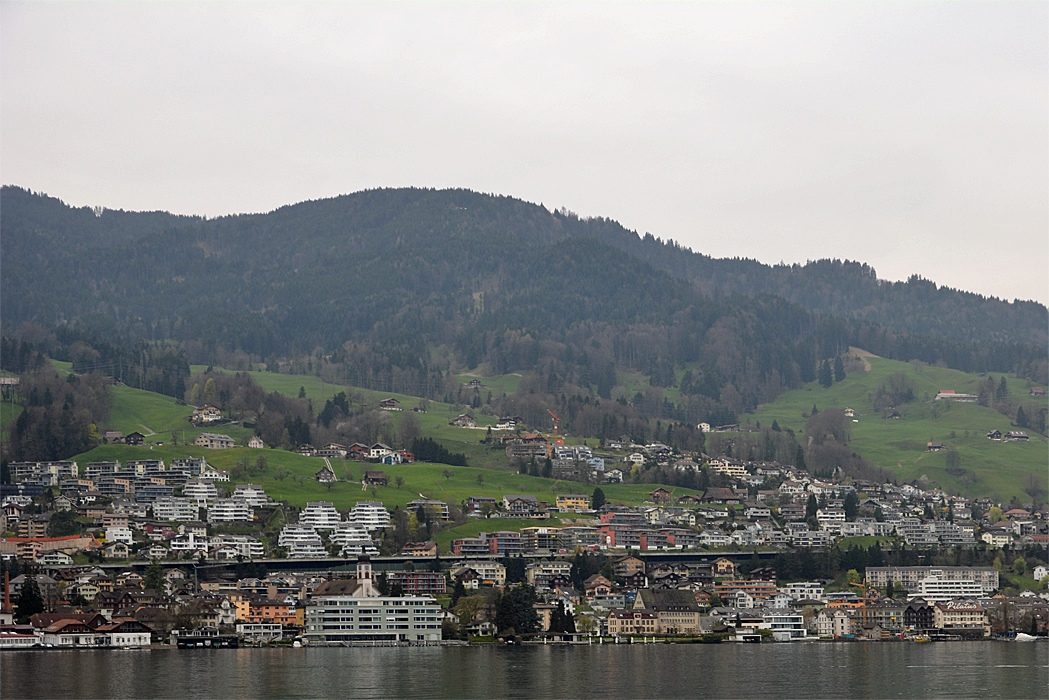
Pohled na obec od jezera

K 31. prosinci 2021 v obci žilo 5817 obyvatel.

### Vývoj populace
V letech 1769–1850 počet obyvatel silně rostl. Hlavním důvodem byl vysoký přebytek narozených dětí a založení sklárny Glasi Hergiswil. V letech 1850 až 1900 rostl počet obyvatel jen pomalu. V tomto padesátiletém období se zvýšil o 276 osob, tj. o 34,3 %. Vysoký počet obyvatel v roce 1888 byl způsoben stavebními pracemi na železnici Brünigbahn. Tento růst se zrychlil mezi lety 1900 a 1920, kdy do obce přišel turistický ruch. Od roku 1920 do roku 1970 pak počet obyvatel prudce vzrostl (1920–1970: +199,5 %). Během půl století se ztrojnásobil. Významně k tomu přispěly nízké daně a blízkost města Lucernu (necelých 10 kilometrů). Počet přistěhovalých obyvatel znamenal, že přibývalo lidí, kteří měli blíže k Lucernu než ke zbytku Nidwaldenu. Dnes je Hergiswil jedinou obcí Nidwaldenu, která je součástí lucernské aglomerace. Kvůli nedostatku stavebních pozemků a přílivu bohatých lidí, který vedl k prudkému nárůstu cen pozemků, se od roku 1970 zpomalil růst počtu obyvatel. V 70. letech 20. století počet obyvatel dokonce klesl. V důsledku toho se počet obyvatel od roku 1970 do roku 1990 zvýšil pouze o 1,5 %. Obec tehdy přeměňovala zemědělskou půdu na svazích do dalších obytných zón. Současně se zvýšila hustota zástavby v dosavadních obytných zónách. Byly zbourány domy pro jednu rodinu a na stejných pozemcích byly postaveny domy pro více rodin. Kvůli vysokým nájmům způsobeným nízkými daněmi se stále více mladých rodin stěhovalo pryč. Obyvatelstvo stárlo. Obec na to reagovala a vybudovala sociální bydlení pro rodiny s dětmi a méně majetné. To vedlo k omlazení populace a od roku 1990 k silnému nárůstu počtu obyvatel (1990–2013: +25,9 %).
| Vývoj počtu obyvatel | Vývoj počtu obyvatel | Vývoj počtu obyvatel | Vývoj počtu obyvatel | Vývoj počtu obyvatel | Vývoj počtu obyvatel | Vývoj počtu obyvatel | Vývoj počtu obyvatel | Vývoj počtu obyvatel | Vývoj počtu obyvatel | Vývoj počtu obyvatel | Vývoj počtu obyvatel | Vývoj počtu obyvatel | Vývoj počtu obyvatel | Vývoj počtu obyvatel | Vývoj počtu obyvatel | Vývoj počtu obyvatel | Vývoj počtu obyvatel | Vývoj počtu obyvatel | Vývoj počtu obyvatel | Vývoj počtu obyvatel |
| -------------------- | -------------------- | -------------------- | -------------------- | -------------------- | -------------------- | -------------------- | -------------------- | -------------------- | -------------------- | -------------------- | -------------------- | -------------------- | -------------------- | -------------------- | -------------------- | -------------------- | -------------------- | -------------------- | -------------------- | -------------------- |
| Rok                  | 1769                 | 1850                 | 1860                 | 1870                 | 1880                 | 1888                 | 1900                 | 1910                 | 1920                 | 1930                 | 1941                 | 1950                 | 1960                 | 1970                 | 1980                 | 1990                 | 2000                 | 2010                 | 2015                 | 2020                 |
| Počet obyvatel       | 460                  | 804                  | 832                  | 920                  | 1005                 | 1346                 | 1080                 | 1249                 | 1457                 | 2056                 | 2437                 | 2904                 | 3648                 | 4364                 | 4254                 | 4431                 | 4754                 | 5468                 | 5645                 | 5863                 |

### Jazyky
Téměř všichni obyvatelé mluví německy jako každodenním hovorovým jazykem, avšak silně alemanským dialektem. Při sčítání lidu v roce 2000 uvedlo 91,0 % obyvatel jako svůj hlavní jazyk němčinu, 2,0 % italštinu a 1,1 % francouzštinu.

### Národnostní složení
Z 5817 obyvatel na konci roku 2021 bylo 4535 (77,96 %) švýcarských státních příslušníků. Většina přistěhovalců pochází ze střední Evropy (Německo 357, Rakousko 42, Maďarsko 35, Spojené království 30, Nizozemsko 27 a Polsko 21 osob), jižní Evropy (Itálie 162, Portugalsko 95 a Španělsko 23 osob), bývalé Jugoslávie (Kosovo/Kosova 61 a Bosna a Hercegovina 34 osob), Srí Lanky (24 osob) a Turecka (21 osob). Při sčítání lidu v roce 2000 mělo 4199 osob (88,33 %) švýcarské občanství; z toho 242 osob mělo dvojí občanství.

## Hospodářství

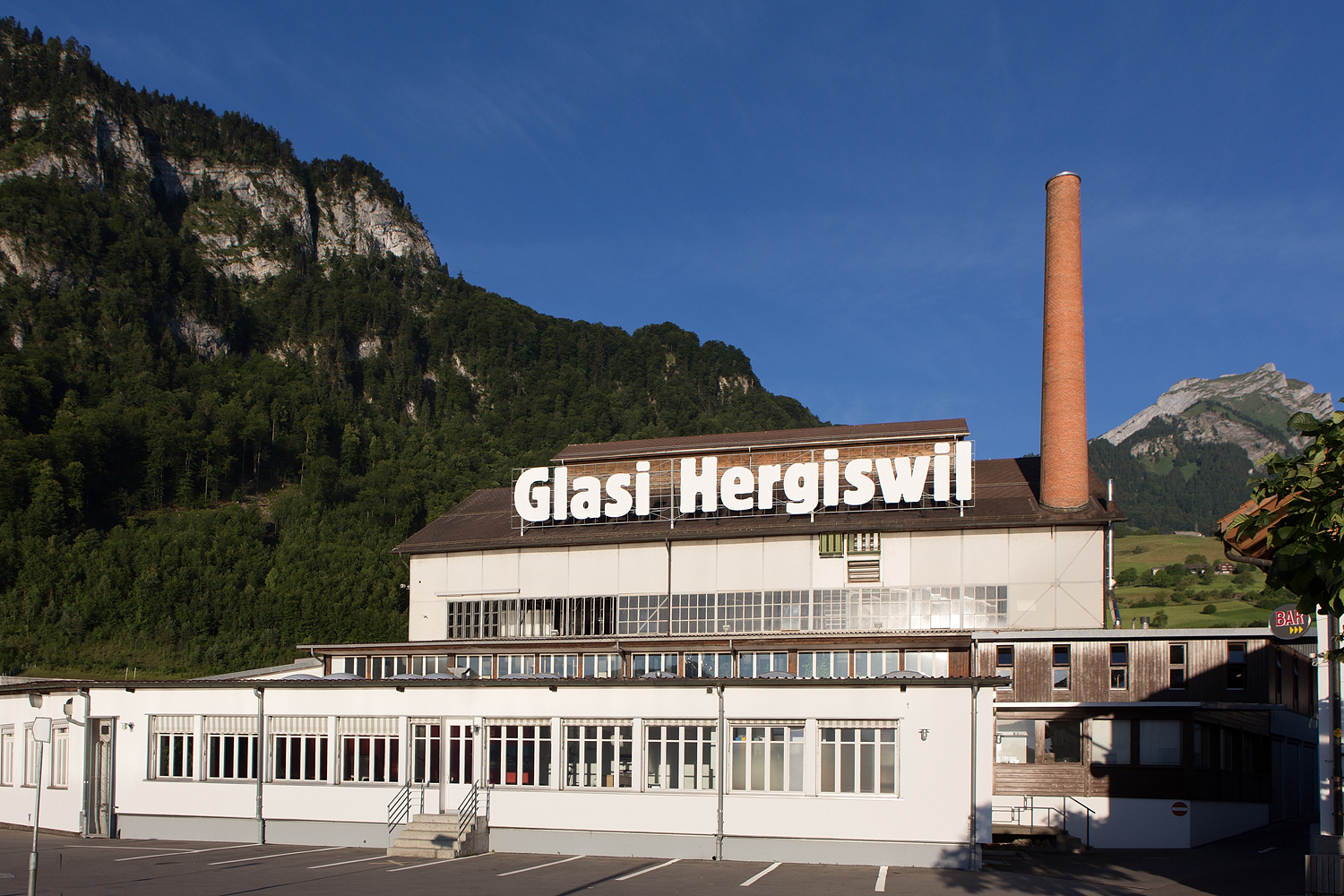
Sklárna Glasi

V dřívějších dobách byli hlavními povoláními zemědělci (většinou chov dobytka) a rybáři. Od 17. století přibyly průmyslové podniky, jako jsou cihelny a pily. Tak tomu bylo až do 19. století. Kromě níže zmíněné sklárny přibylo silniční a železniční stavitelství a další drobné podniky. Většími zaměstnavateli jsou sídlo výrobce výtahů Schindler a firmy z oblasti stavebnictví. Významnou turistickou atrakcí je zároveň sklárna Glasi Hergiswil, založená v roce 1817, která vyrábí ručně vyráběné sklo a v muzeu ilustruje exponáty historii sklářství.

## Doprava
Až do poloviny 19. století se sem velké zboží dostávalo pouze lodí ze Stansstadu nebo Lucernu. Jediné pozemní cesty vedly přes Lopper do Obwaldenu nebo směrem na Horw a Kriens. Poté, co byl Hergiswil poprvé zpřístupněn výstavbou silnice Brünigstrasse v letech 1854–1858, bylo možné se do Hergiswilu dostat i po souši. Tato silnice vede z Lucernu přes Hergiswil do Obwaldenu a odtud přes průsmyk Brünig do kantonu Bern. Od výstavby mostu Acheregg přes Lucernské jezero existuje také silniční spojení s dalšími obcemi v kantonu Nidwalden.
Výstavbou dráhy Brünigbahn (1887–1889) byl Hergiswil napojen také na železniční síť. Od 16. prosince 1964 má Hergiswil také železniční spojení se zbytkem kantonu. Tehdy byla otevřena trať Stansstad–Hergiswil na železnici Luzern-Stans-Engelberg-Bahn. Dnes obě tratě patří společnosti Zentralbahn, která byla založena v roce 2005.
Dnes obcí prochází silniční síť v délce asi 34,5 km. Je napojena na dálnici A2, která obcí prochází od 70. let 20. století a je dobře viditelná na viaduktu podél Lopperu na jihu.

## Osobnosti
- Pravoslav Sovák (1926–2022), švýcarský grafik a malíř českého původu, v obci žil od roku 1978 do své smrti